# Керамика Риштана
Керамика Риштана — художественный промысел восточного Узбекистана.

## История
Риштан — один из самых древних городов Ферганской долины. Возник на Великом шёлковом пути. С давних времён известен как крупнейший в Центральной Азии центр по производству уникальной глазурованной керамики. Самое название города образовывалось от древнего согдийского слова «Раш» («Руш», «Руши») — «красная земля»: по месторождению гончарной глины хоки-сурх, имеющей красноватый оттенок.
Археологами ещё в 1939 году были обнаружены свидетельства того, что на этом месте непрерывно функционировало поселение городского типа, основанное ещё до нашей эры. В частности, были найдены жилые и ремесленные кварталы городской застройки; производственные здания и сооружения, в том числе печи для обжига керамики. В 1998—1999 годах под двухметровым культурным слоем снова обнаружены остатки жилых и производственных построек, в том числе печи для обжига керамики; запасы железа, меди и стекла, множество керамических, бронзовых и стеклянных предметов. А также — система ирригационных и канализационных ходов, облицованных керамикой IX—XII столетий.
Гончарное производство было популярно ещё на заре цивилизаций и одно из достойнейших мест в мире керамики принадлежит мастерам Риштана. Этот промысел возник в Риштане с возникновением поселения. Риштан, находившийся на пересечении караванных путей между Китаем и Индией с одной стороны, Персией и Ближним Востоком с другой, быстро развивается и становится важным центром торговли, перевалочным пунктом на Великом шёлковом пути. Здесь была построена соборная мечеть. В городе располагались гончарные кварталы (махалли): Дахбед, Чиннигарон, Кузагарон, Кулолон.
Крупнейшими центрами художественной керамики в Средней Азии IX—XIII веков были Самарканд, Бухара, Чач, Фергана, Хорезм. Именно в это время Ферганская долина переживала период подъема экономического развития, который отразился и на производстве керамической посуды, центры которой находились в основном в городах Ахсикент, Ош, Худжанд, Узген, Кува, Канибадам, Риштан и др.
В Риштане с древнейших времен была разработана уникальная технология создания керамических изделий. Риштанские керамисты — кузагары считают себя потомками основоположников гончарства и хранителями старых традиций Риштанская керамика отличалась высокими технологическими и художественными качествами.
Традиции искусства керамики многих соседних керамических центров, к концу XX столетия были почти полностью утрачены, и только в Риштане (в этом его феномен) промысел развивался стабильно, на протяжении столетий сохранив свою стилистическую целостность. В Средней Азии есть немало замечательных, очень самобытных региональных центров керамики, таких как Самарканд, Бухара, Хива, Худжанд, Гиждуван, Андижан, Канибадам, Шахрисабз, Куляб, Гурумсарай, однако, издревле почетное звание «Главной гончарной мастерской» Средней Азии носит древний Риштан.
Ни в одном из керамических центров Средней Азии нет такого разнообразия форм изделий, как в Риштане. Ляганы — блюда для плова, косы и шокосы — миски для супа-шурпы, огромные кувшины-хумы для хранения зерна и масла, маслобойки, глубокие сосуды с крышками для кислого молока -кошкулок, кувшины-офтоба для омовения перед молитвой, пиалы, кувшины-кузача для воды, сосуды в виде фантастической птицы — урдак — полет изощренной фантазии кулолов не знает предела. Сохранились также формы посуды, характерные только для Риштана. Это ритуальные сосуды для омовения рук — даст шу, в виде развернутой пологой чаши на невысоком пустотелом поддоне-резервуаре для слива воды.
Начиная с XVIII века город Риштан (Рушдон, Рошидон) постепенно возрождается — и к середине XIX века восстанавливает статус крупнейшего в регионе центра по выпуску глазурованной посуды.
Великими мастерами своего дела были братья Абду Джалол («Усто Абдуджалол», «Усто Джалил») и Абдуджамил («Усто Абдуджамил», «Усто Кури»), которые XVIII в. восстановили утраченную в Средние века технику производства фаянса-чинни в Риштане. Её рецепты братья-гончары привезли из Кашгара и Ирана. Их ученик Абдулла Кулол (1797—1872), мастер-чиннипаз, по прозвищу Калли Абдулло («Плешивый Абдулло»), впоследствии стал великим мастером, аксакалом-Усто для всех гончаров Риштана.
В начале XIX столетия гончарные изделия Риштана пользовались высоким спросом не только в Ферганской долине, но и по всей Центральной Азии. В городе насчитывалось более 100 гончарных мастерских, в которых работало свыше 300 человек. В этот период были также установлены тесные связи между ремесленниками Кокандского ханства и Восточного Туркестана.

В 70-х годах XIX века мастера из Риштана, во главе с усто Абдуллой Калли, принимали участие в отделке Урды — дворца Саида-Мухаммеда Худояр-хана в Коканде. Их искусство получило высокую оценку правителя Кокандского ханства. По распоряжению Худояр-хана, на фасаде южного крыла дворца почерком «куфи» была сделана надпись: 
Художник, искусство которого подобно искусству Бехзада, украсил каменные плиты.
 Примерно в то же время Худояр-хан построил в Рушдоне свою резиденцию, получившую название «Боги-Хан» (Сад Хана). Он нередко останавливался здесь, и неизменно устраивал пир для всех гончаров города.
В период Российской империи непосредственную поддержку получило гончарное производство. К началу XX века в Риштане насчитывалось более 80 кустарных гончарных мастерских, в которых работало 300 человек. Продукция риштанских гончаров поступала во все города Средней Азии, а некоторые мастера стали открывать собственные торговые лавки на базарах Коканда, Маргелана, Андижана, Самарканда, Ташкента и других городов. В Риштан также приезжали обменяться опытом мастера из Канибадама, иногда из Гиждувана, Карши, Шахрисабза (Шахрисябза).
Последователями и учениками великих мастеров были Абдурасулев Мадамин Ахун (Усто Мулла Мадамин Ахун), Тохта-бачча (Усто Тохта) — известные мастера-чиннипазы конца XIX в.; Бачаев Сали — потомственный мастер конца XIX в., Баба Бой Ниязматов Мелибой (Усто Бой Ниязмат) — известный мастер-чиннипаз конца XIX в., работал вместе с женой, талантливой и признанной рисовальщицей. Одними из последних аксакалов риштанских гончаров являлись Газиев Маякуб (Усто Якуб, 1862—1922) — известный мастер чиннипаз-наккош; Мадалиев Абдул Саттор (Усто Абдусаттар, 1862—1943) — известный мастер чиннипаз; Ортыков Ульмас (Усто Ульмас, 1864—1950) — известный мастер-кузагар.
Изделия лучших мастеров — усто Муллы Мадамина Ахуна, усто Тохты, усто Сали и других, неоднократно выставлялись на всероссийских выставках-ярмарках, а 1900 году они успешно экспонировались на Всемирной выставке в Париже, где мировые ценители керамических изделий дали высокую оценку керамике риштанских мастеров, сравнивая их с лучшими европейскими майоликами и как изделия способной конкурировать в международном масштабе. В 1904 году на промышленной и кустарной выставке в Фергане мастер из Рошидона Баба-ходжи Мирсалим за изготовленный им глиняный самовар получил из рук военного губернатора Ферганской области генерала-майора В. И. Покотило золотую медаль.
В годы Советской власти начался процесс цехового производства керамики. В 1918 году в Рошидоне была создана первая промышленная артель гончаров «Чиннигарон», которую в 1927 году переименовали в «Янги хает» (Новая жизнь). На производстве было занято 70 керамистов разной квалификации, но многие риштанские гончары ещё долго предпочитали работать самостоятельно. Однако, конкурировать с промышленным производством ремесленники-кустари не могли — и вынуждены были либо вступать в артель, либо закрывать свои мастерские. К 1941 году свободных художников в селе практически не осталось.
В настоящее время в городе функционируют завод художественных керамических изделий, АО ООО Фарфоровый завод «SIMAX F+Z», "СП «Азия Пайинтс Керамик», более 1000 индивидуальных керамических мастерских.

## Знаменитые керамисты Риштана
Учеными собраны сведения о мастерах, начиная середины XIX — начала XX века, а также факты о современных риштанских гончарах. Всего в Риштане в настоящее время работает свыше 1000 мастеров-керамистов.
Абду Джалол (Усто Джалил) — знаменитый гончар Риштана, великий мастер — аксакал Усто (Учитель) для всех гончаров Ферганской долины XVIII—XIX века. Совместно с братом Абду Джамил (Усто Кури) обучившиеся технике производства фаянса — чинни в Кашгаре, Иране и восстановили в Риштане эту древнюю утраченную технику производства. Передали рецепт изготовления посуды чинни ученику Абдулла Кулол (Кали Абдулло).
Абду Джамил (Усто Кури) — знаменитый гончар Риштана, великий мастер — аксакал Усто (Учитель) для всех гончаров Ферганской долины XVIII—XIX века. Совместно с братом Абду Джалол (Усто Джалил) обучившиеся технике производства фаянса — чинни в Кашгаре, Иране и восстановили в Риштане эту древнюю утраченную технику производства. Передали рецепт изготовления посуды чинни ученику Абдулла Кулол (Кали Абдулло).
Абдулла Кулол (Кали Абдулло) — гончар, ученик братьев Абду Джалол (Усто Джалил) и Абду Джамил (Усто Кури), великий мастер — аксакал Усто (Учитель) для всех гончаров Ферганской долины XIX века. Дед гончара, мастер-керамиста «наккоша» Усто Ибрагима Камилова.
Известными риштанскими мастерами конца XIX века являлись Абдул Косым Балтабой, Абдурасулев Мадамин Ахун (Усто Мулла Мадамин Ахун), Баба Бой Ниязматов Мелибой (Усто Бой Ниязмат), Баба Салим (Усто Салим), Бачаев Сали, Газиев Маякуб (Усто Якуб — наккош), Мадалиев Абдул Саттор (Усто Абдусаттар), начале XIX век а Абдурасулев Тухтасин, Ахмаджонов Исак (Искандер), Баба Ходжи Мирсалимов, Хамраев Ахмад Али, в середине XX века Бабаходжаев (Бабаев) Замзам, Джаббаров Мазаир (Усто Мулло Заир), Касымов Рустам, Мадалиев Абдул Саттор (Усто Абдусаттар), Мирсадык (Усто Масадик), Муминов Умарали (Усто Умарали), Ортыков Ульмас (Усто Ульмас Ортыкбоев), Палвановы Хатамали и Курбанали, Ташкулол Усто, Тохта-бачча (Усто Тохта), Усманов Хайдар (Усто Хайдар), Хайдаров Кадар (Усто Абдукадир), Шерматов Узакбой (Усто Узак), Шосалимов Хайдар (Усто Хайдар), Юнусов Холмат (Усто Холмат),Юсупов Исамиддин.
Камилов, Ибрагим — потомственной гончар, мастер-керамист «наккош», представитель седьмого поколения потомственной династии гончаров, внук великого мастер — аксакала Усто (Учитель) для всех гончаров Ферганской долины Абдулла Кулола, народный художник Узбекистана, Лауреат Государственной премии СССР, народный мастер Узбекистана.
Нишанов Бабаджон — представитель пятого поколения потомственных мастеров керамистов. Внук известного мастера керамиста начала XX в. Усто Мазаира Джаббарова, сын известного мастера, кузагара Усто Нишонбая Заирова. Известными мастерами были также с братья Абдусаттор и Абдукаххор. С 1942 года работал самостоятельно, воспитал не одно поколение мастеров-керамистов. Имеет множество наград, Народный художник Узбекистана. В 1950-70-е гг. активно участвовал в выставках.
Юсупов, Шарофиддин — потомственной гончар, мастер-керамист «наккош», Лауреат премии ВЛКСМ, дипломат ЮНЕСКО, члены Ассоциации народных мастеров Узбекистана «Хунарманд», академик — действительный член Академии художеств Узбекистана, сын известного риштанского мастера XX века Юсупова Исамиддина. Учился у своего отца а так же у мастеров Х.Палванова, Х.Саттарова, И.Камилова, М.Исмаилова и Х.Юнусова — лучших мастеров Риштана воспринял традиции кистевой росписи и сюжетных «натюрмортных» композиций. 2005 г. — удостоен ордена «Фадокорона мехнатларини учун».
Усманов Рустам — гончар, мастер-керамист в первом поколении. Он единственный из риштанских мастеров, получивший профессиональное художественное образование — в 1980 году окончил Ташкентский театрально-художественный институт по отделению промышленной графики, ученик мастеров Хакимджона Саттарова и Ибрагима Камилова. «Усто наккош», он мастерски владеет искусством росписи, различными технологиями глазурования. Изучает наследие старых мастеров, материалы археологических экспедиций, воссоздает утраченные орнаменты. Один из первых в Риштане, создал в собственном доме открытый музей-мастерскую, в которой помимо собственных изделий представлена интересная коллекция старинной керамики Риштана.
Назиров Алишер — гончар, керамист в первом поколении, ученик мастеров Усто Элибоя Далиева, Усто Абдукадыра и его сына Кимсанбоя Абдукадырова. Авторитетом для себя считает масетра Ибрагимова Камилова. «Усто Наккош», талантливый мастер по росписи изделий, один из первых открыл мастерскую школа-керамики где сейчас дает уроки сам мастер и его коллеги-ученики. Создал в собственном доме открытый музей-мастерскую.
Элибаев Ганиджон — потомственной гончар, мастер-керамист, владеет всеми процессами и техниками гончарного ремесла, искусству ручной формовки, росписи, технике фриттования ишкоровой глазури обучался у прославленного Усто Ибрагима Камилова. С 1975 г. работает самостоятельно, стажировался в Белоруссии, Украине. Первым в Риштане организовал метод производства гончарных изделий наподобие античного периода, в стиле древнегреческой вазописи, при этом стараясь одновременно сочетать и сохранять традиции народного искусства Риштана. С 1993 г. участвует в выставках. Произведения мастера находятся в коллекции Музея декоративно-прикладного искусства Узбекистана.
Произведения риштанских мастеров входят в коллекции Государственного музея искусств Узбекистана, Дирекции художественных выставок Академии художеств Узбекистана, Ферганского областного краеведческого музея, Музея искусств народов Востока в Москве, Музея этнографии в Санкт-Петербурге, Государственного Эрмитажа, Музея керамики Асакура-сан в Комацу (Япония) и другие зарубежные собрания.